# Giovanni Battista Manso
Giovanni Battista Manso o Giambattista Manso (Napoli, 1569 – Napoli, 28 dicembre 1645) è stato un nobile, scrittore, poeta e mecenate italiano, marchese di Villalago e signore di Bisaccia.

## Biografia
Nato a Napoli nel 1569, Giovanni Battista Manso era il figlio di Giulio Manso e Vittoria Pugliese. Nel 1571, in seguito alla morte del padre, ricevette in eredità il feudo e il castello di Bisaccia, in Irpinia. Avendo all'epoca soli due anni, venne nominata reggente del feudo l'ava Laura Manso. Questa, per pagare i debiti gravanti sul nipote, vendette nel 1588 al prezzo di 34 500 ducati il feudo di Bisaccia a Ettore Braida, marchese di Rapolla e conte di Carife. A Gian Battista rimase comunque il castello di Bisaccia.
Fu protettore e amico stretto di Torquato Tasso. Questi, che fu sempre molto riconoscente al marchese di Villalago, gli dedicò il dialogo Il Manso, overo Dell'amicizia e nella Gerusalemme conquistata scrisse i versi «tra' cavalier magnanimi, e cortesi / risplende il Manso, e doni e raggi ei versa». Il Manso, che percepiva perfettamente il carattere oltremodo sensibile del Tasso, il suo orgoglio, la sua ricerca di una introvabile felicità, «oppresso dal pensiero e dal peso del suo io», ci lascia del poeta una testimonianza unica e, secondo il critico letterario Eugenio Donadoni, attendibile: il Tasso raramente fu veduto ridere.
Dal 1593 fu anche amico stretto e protettore del poeta napoletano Giovan Battista Marino.
È autore della Vita di Torqvato Tasso, la prima biografia in assoluto sul poeta. Sua anche una Vita di Giovan Battista Marino, andata perduta. Nel primo trentennio del XVII secolo cominciò a lavorare anche ad un progetto di Enciclopedia, mai ultimato, il cui manoscritto è conservato presso la biblioteca nazionale di Napoli.
Promotore dell'Accademia degli Oziosi, fondò a Napoli il Seminario dei Nobili, detto anche "Monte Manso", un'istituzione caritatevole alla quale l'intera aristocrazia napoletana riteneva un dovere contribuire. Ospitò il celebre poeta e scrittore inglese John Milton, autore del Paradiso perduto, che gli dedicò un carme latino.
Come poeta compose una raccolta di Poesie nomiche (Venezia, 1635), d'intonazione soprattutto riflessiva e morale, per le quali si valse della collaborazione e dei consigli di molti letterati amici. D'intonazione platonica i 12 dialoghi dell'Erocallia, overo Dell'amore e della bellezza (Venezia, 1628; ma nel 1608 stampati in edizione pirata a Milano con il titolo I paradossi, overo Dell'amore).
Il titolo di marchese gli fu concesso, nel 1621, da Filippo IV di Spagna.
Morì a Napoli il 28 dicembre 1645.
Aveva sposato nel 1585 Costanza Belprato, deceduta poi nel 1630, figlia di Giovanni Berardino Belprato, conte di Anversa degli Abruzzi, e Virginia Orsini. In occasione delle nozze, il poeta vescovo Francesco Caruso compose un sonetto in onore dei novelli sposi, che gli valse poi l'ingresso nella ristretta cerchia di amici letterati del Manso.

## Opere
- Vita et miracoli di S. Patricia vergine sacra, con il compendio delle reliquie che si conservano nella chiesa del monasterio di detta santa in Napoli, Napoli, 1611;
- Compendio della vita di Torqvato Tasso, Napoli, Giovanni Domenico Roncagliolo, 1619;
- Vita di Torqvato Tasso, Venezia, 1621, ristampata e ricorretta poi fino alla 3ª edizione;
- Vita di Giovan Battista Marino, andata perduta;
- Enciclopedia, rimasta manoscritta;
- Erocallia, overo Dell'amore e della bellezza, Venezia, Evangelista Deuchino, 1628, precedentemente stampati in edizione pirata con il titolo I paradossi, overo Dell'amore, Milano, Girolamo Bordoni, 1608;
- Poesie nomiche, Venezia, Francesco Baba, 1635.